# الفرعة
الفرعة، بلدة سعودية تتبع منطقة الرياض، قائمة من القدم وسميت بهذا الاسم لأنها تقع على فرع من وادي الوعرى الشهير بالوشم، وبدأت الأسر بحفر الآبار والزراعة فيها حتى بَنو فيها قصرهم المعروف والمشهور باسم قصر المشارفة..

## موقع الفرعة
تقع بلدة الفرعة بالنسبة للمملكة العربية السعودية في الوسط تقريباَ في منطقة الوشم قرب تقاطع دائرة العرض (20 - 25) شمالا مع خطوط الطول (12 -45) شرقاَ. وهي جنوب بلدة أشيقر وتبعد عنها حوالي كيلومترا تقريباَ، وعن الشقراء بحوالي اثني عشر كيلومتر شمالاَ، وعن الرياض بحوالي مئتين وعشرة تقريباَ، ويمر ببلدة الفرعة الجديدة طريق الكويت، المجمعة، أُشيقر، شقراء متجه إلى الديار المقدسة، ويحف الفرعة بقسميها القديم والجديد من جهة الغرب طريق شقراء القصيم المسمى الطريق المستقيم 

## تاريخ الفرعة
بلدة الفرعة بالوشم وهي من القرى التي قامت قديماً وتكاثر فيها النواصر في وقت من الأوقات ويقول الشيخ عبد الله العنقري في ورقة أملاها على الشيخ عبد الله بن زاحم أن الفرعة كانت لبني عدي قبل النواصر.

### فترة الإنشاء
فترة الإنشاء ابتداء وهذه الفترة غير معروفة ولم يُعثر على وثائق ومستندات ومؤلفات على تاريخ إنشائها وكيف أنشئت ومن أنشاها، وَأقدمُ ذِكرٍ صريح لها وجِدَ في وصية صبيح عتيق عقبة المؤرخة عام (747  هـ) حيث تنص بالآتي: «وفيه أيضاً ستون صاعاً تكون أكفاناً لمن يموت ولم يخلف ما يكفنه من أهل عكل وأهل الفرعة وأهل شقراء …... الخ»، كما أن الشيخ عبد الله بن عبد الرحمن البسام عندما ترجم للشيخ صالح بن حمد البسام ذكر أن من أجداده جده وهيب الذي تجتمع فيه أفخاذ عشائر الوهبة، ويرَّجح إنه عاش في القرن الخامس أي بين عامي (400-500) وقبره في بلدة الفرعة معروف في المقبرة الكبيرة الموغلة في القِدم. 
كما أن ياقوت الحموي (626  هـ) ذكر في كتابه معجم البلدان عند الحديث عن الوشم قال:« والوشم ويقال له الوشوم موضع باليمامة يشتمل على أربع قرى» وقال أيضاً:« أخبرني بدوي من أهل تلك البلاد أن الوشم خمس قرى عليها سور واحد من لبن وفيها نخل وزرع لبنى عائذ لآل مزيد» وقال الأستاذ عبد الله بن خميس حول هذا الخبر: «أنه لا يمكن أن يضم قرى الوشم سور واحد»، كما أن محققي كتاب بلاد العرب لحسن بن عبد الله الأصفهاني الأستاذ حمد الجاسر والدكتور صالح العلي وهّمَا ياقوت أو مَنْ حَدَّثه من أن قرى الوشم عليها سور واحد وقالا: «إن قرى الوشم بينها عشرات الأميال ولا يحيط بها كلها سور واحد».

### القصور
تدل الآثار الموجودة أن الفرعة عبارة عن قصور متعددة ومتفرقة داخل أشجار النخيل ويمكن القول: إنها عبارة عن عدد من القرى التي تظهر معالم البعض منها، وعلى الرغم من وضوح بعض تلك المعالم لا يعرف متى تم إنشاؤها ومن هذه القصور: 
1. قصر النعيمية: وكانت تسكنه أسرة التجار ويقع إلى الجنوب الغربي لبئر النعيمية وغرب بئر الحريزية ويمكن إطلاق اسم قرية التجار على هذا القصر لما له من المظاهر واسعة الموقع إذ يمكن تقدير مساحته الواضحة ب (250) مترا من الشمال للجنوب و (250) مترا من الشرق إلى الغرب.
2. قصر المشرف: هذا القصر وإن كان يقل في مساحة أرضه عن حي قصر النعيمية إلا أن ارتفاع أسواره وسعة أرضه يدلان دلالة واضحة على ما كان لهذه الأسرة من قوة. ويوجد داخل هذا القصر بئر عذبة تسمى البويرده وهي المنهل الذي يستقي منه أهل البلد وهي التي عناها الشاعر الشعبي محمد بن شايع بقوله: وفي وسطها عد قراح زلالي يردنه الخفرات لباسة الزرق وهذا القصر يعد جزءاً من بلد الفرعة التي أنشئت بعد استتباب الأمر للنواصر وأسواره قائمة في الوقت الحاضر.
3. قصر الخروب أو قرية الخروب: وهي تقع في المزارع المعروفة اليوم باسم (الخراريب) ولا يعرف موقعها بالتحديد من مساحة تلك المزارع، وليس هناك آثار أو دلائل تحدد مكانها إلا أن المعروف أنها تقع في هذا المكان المسمى باسمهم الواقعة إلى الجنوب من بئر الحوطة وداخل أسوار النخيل القديمة.
4. قصر أسرة القضاة: وهو كما ذكر أحد الباحثين المهتمين في هذا المجال أن القصر أو القصور تقع في شمال الأرض الزراعية المسماة (الحويطة) وهذه الأرض محاطة بالأسوار من جميع جهاتها وواقعة جنوب بئر العليا التي تخص أبناء فايز بن يوشع.
5. قصر أو قصور آل حسين النجاجير وآل أبي غبار: ذكرها الشيخ محمد بن فايز بن محمد الفايز ولم يحدد مكانها، ولا شك أن قصر آل حسين النجاجير في الملك المسمى بطحى النجاجير غير أنه لا يوجد له معالم ولا ي عرف مكانه.أما قصر أو قصور آل أبي غبار فمن المحتمل وقوعها قرب بئر غبيراء (الربيعية) ولا يوجد لها معالم واضحة.
6. قصر الجديد: أشار الشيخ / محمد بن فايز بن محمد الفايز عن وجود قصر الجديد ولم أدرك شيئاً من معالم بارزة لذلك القصر. غير أن بئر الجديد واضحة ومعروفة ومن الممكن أن القصر كان مقاماً شمال البئر نفسها أو قريباً منها وبئر الجديد وقصرهم خارج البلد.
7. قصر إبراهيم بن حسين: ويقع إلى الجنوب من بئر العسيلة ويبعد عنها بمسافة مائة متر تقريباً وإلى الشرق عن بئر العقربانية، ويبعد عنها بحوالي مائة متر أيضاً تقريباً ومعالمه غير واضحة غير أن مكانه مسور (وقد أوضح مكانه إبراهيم بن محمد بن منصور).
8. قصر العيبان: هذا القصر يعد صغيراً إذا ما قيس بالقصرين السابقين وهما قصرا النعيمية (قصر أسرة التجار) وقصر المشرف ومعالم قصر العيبان غير واضحة بالكامل.
9. قصر الخريدل: ويقع شمال بئر الحومة خارج سور النخل القديم وملاصق له ومعالم القصر وأشكال مبانيه القديمة غير واضحة ولا شك أن ذلك بفعل الأحداث التي مرت عليه كما هو حاصل على قصر العيبان.

### النزاعات والخلافات
ينقل الشيخ محمد بن فايز بن محمد الفايز عمن سبقه أنه في حدود عام 1095 والخلاف محتدم بين النواصر والوهبة تم استيلاء النواصر على قصر المشرف وكان ذلك في حياة الشاعر الشعبي الحكيم راشد الخلاوي الذي تمثل عندما علم بالأبيات التي تقدم إيرادها. بعد الاستيلاء على ذلك القصر اتخذه إبراهيم بن حسين مقراً وحصناً منيعاً يتقي به شر أعدائه واعتبر ذلك بداية لعهد جديد في تاريخ بلد الفرعة غير أن الأحداث والوقائع كدرت صفو هذا العهد فأقام سوراً منيعاً من الطين أقترن بأسوار قصر المشرف وحجز هذا السور مساحة من الأرض ثم قامت مباني بلد الفرعة مجتمعة فيها.
وكانت النزاعات قائمة بين الوهبة فيما بينهم من جهة وبين الوهبة والنواصر من جهة أخرى وهذا ما جعل إبراهيم بن حسين يشكل نحو أربعين رجلاً بمثابة الشرطة للمحافظة على الأمن واشترط على كل من يسكن عنده أن يدفع قسماً من محصوله السنوي مقابل حراسته فكثر البناء وكثر السكان من مختلف الأسر حتى اكتظت مساحة تلك الأرض بالمباني والسكان من النواصر وغيرهم غير أن النزاعات والخلافات التي كانت سائدة في ذلك الوقت لم تتوقف فقد سطا محمد بن عبد الله بن شبانه الملقب (الرقراق) من رؤساء اشيقر من آل محمد هو وجماعته سنة 1135  هـ في بلد الفرعة وقتلوا آل قاضي وأخرجوا النواصر وهدموا قصرهم واستمرت الخلافات والنزاعات.
وفي سنة 1139  هـ سطا النواصر في بلد الفرعة وملكوها فعاد المشرف سنة 1147  هـ للاستيلاء عليها وسطوا على أبن حمد ابن إبراهيم واستولوا على القصر وفتق منصور بن حمد له ثقبا على البطحاء في دار أخيه لأمه عيبان وخرج منها وفي رواية أخرى للشيخ محمد الفايز أنه ضاق به المهرب فصعد إلى أعلى السور وسل خنجره وأركاها على السور وانحدر فوصل إلى الأرض دون سقوط شديد. ثم استلحق أعوانه في الوشم وأرحامه أهل شقراء من الغيهب وبعد ما أقام المشرف يوماً وليلة جاءهم منصور بفزعة من أهل الوشم وطلعوا من القصر على سلاحهم.
وفي عام 1149  هـ اصطلح أهل اشيقر والنواصر أهل الفرعة حسبما ذكره الشيخ إبراهيم بن صالح بن عيسى ولم تقف أحداث هذا الدور عند هذا الحد بل استمرت النزاعات والخلافات حتى عم الأمن في عهود الدولة السعودية.

### الإمارة

#### أمارة الدخيّل
حفظ لنا التاريخ أن دبّوس الدخيّل الناصري التميمي أميراً للفرعة عام ١١١١هـ،
ولم تكن إمارته مدة طويلة، حيث قُتل غدراً. 
عُرف دبّوس بن دخيّل بقوة بأسه وشجاعته في المعارك وحميّته، ودفاعه عن النواصر في الفرعة حتى غدت سيرته تُذكر في فرسان بني تميم. فتّاكاً يُهاب ولا يَهاب سيرته مفخرة لأبناء قبيلته والنواصر على وجه الخصوص،وذريته تفرقوا الآن في المجمعةأُشَي(وشي)  وعنيزة، والبعض لازال في الوشم
قال عنه الشاعر ناصر البكر في قصيدته المطوله عن مدح بني تميم وذكر أعلامها. قال:

وبذكر النواصر ترى ملزومِ
أهل الشجاعة واهل عزوم
عقيدهم (دبّوس) اكا الزيزومِ
وارض المعارك يروّيها
قاتل عدوه قتال الحرِ
مرٍّ بخير ومرٍّ بشر
وعلى الوهيبي صار يكرّ
وأذرى باشيقر سوافيها

#### أمارة آل منصور
في الدور الأول والثاني لم يتضح ما إذا كان هناك رئيس يرجع إليه في أمور البلد أم أن لكل قصر أميره. 
أما الدور الثالث فقد ترأس بلد الفرعة إبراهيم بن حسين أثر الاستيلاء على قصر المشرف وعمل سورا على مساحة من الأرض شرق وشمال القصر اقترن بأسواره من الشمال الغربي ومن الجنوب الشرقي كما نوه عنه عند الحديث عن الأسوار وبنية الفرعة مجتمعه داخل ذلك السور ووضع إبراهيم ما يقرب من أربعين رجلاً بمثابة الشرطة للمحافظة على الأمن، وأتاح لكل راغب سكنى بلد الفرعة أن يسكن ويعمل فيها تحت حراسته على أن يأخذ منه قسماً من محصوله المادي. 
وأستمر رئيساً للبلد إلى حين وفاته ولم يخلف سوى أبنه حمد وعدد من البنات ولما كان أبنه حمد قد قتل في حرب أشيقر، وكان إبراهيم بن حسين قبل وفاته يفكر فيمن يخلفه في الإمارة لأن أبن الأبن (منصور) لايزال صغيراً. وحسبما يرويه كبار السن أنه كان يرشح لرئاسة البلد بعده ابن بنته / شايع بن عبد الله إلا أنه لم يعثر على ما يحقق ترؤس/ شايع المذكور ولا من ترأس خلفه بعد وفاته. 
واستمرت رئاسة المنصور لبلد الفرعة حيث أورد المؤرخ أبن بشر أنه في سنة 1175  هـ بنيت الحليلة وهو البرج المعروف عند الفرعة بناه آل منصور رؤساء أهل الفرعة. كما أن منصور بن حمد بن إبراهيم زود أهل بلدة الداخلة سنة 1196  هـ بعشرين مجاريا عندما كان الإمام سعود بن عبد العزيز محاصرا لبلدة الروضة وهذا يعني أن رئاسة منصور امتدة إلى تلك السنة.

#### إمارة الفايز
خلف المنصور في الإمارة آل فايز ولا يعرف بالتحديد متى انتقلت الإمارة لهم ولا اسم أول أمير من الفايز ولكن من المعلوم أن كلاً من الآتية أسمائهم قد شغلوا إمارة الفرعة وهم:
1. محمد بن عبد الله الفايز. خلفاً لامير سابق (غير معروف)
2. سليمان بن عبد الله الفايز.خلفاً لاخيه محمد الفايز وكان ينوب عن سليمان في حالة غيابه أخاه شايع بن عبد الله حسب نص وثيقه يتنقلن بما قطعه محمد بن عبد الله من سوق الحويطة.
3. عبد الله بن سليمان الفايز. خلفاً لوالده.
4. عبد الله بن عبد الكريم الفايز.
5. مساعد بن عبد الرحمن الفايز.
6. عبد العزيز بن عبد الله الفايز.
7. عبد الكريم بن محمد الفايز.
8. عبد الرحمن بن ناصر الفايز.
9. فهد بن إبراهيم الفايز.
10. نواف بن خالد الفايز